# Simaetha damongpalaya
Simaetha damongpalaya là một loài nhện trong họ Salticidae.
Loài này thuộc chi Simaetha. Simaetha damongpalaya được Alberto Barrion & James A. Litsinger miêu tả năm 1995.